# Tengelykapcsoló
A tengelykapcsoló (köznapi neve kuplung a német Kupplung ’tengelykapcsoló’ szóból, ami a kuppeln < koppeln ’összekapcsol’, ’párosít’ igéből származik) két tengely, forgórész vagy más gépelem: lendkerék, fogaskerék, szíjtárcsa ideiglenes vagy tartós összekapcsolására szolgáló gépelem. A tengelykapcsoló a hajtáslánc egyik fontos eleme, a gépalkatrészek együttforgását és a forgatónyomaték átvitelét szolgálják. Több kapcsoló összeépítése is szokásos.
A tengelykapcsolókat akkor használják, ha szükségessé válik a mozgás- vagy erőátvitelt időben vagy mértékben ellenőrizni (pl. elektromos csavarhúzók esetén egy tengelykapcsolóval korlátozzák az átvihető nyomatékot; a tengelykapcsoló ellenőrzi, hogy egy autó mekkora erőt közvetít a kerekek felé.)  

## Jellemzők
Gépszerkesztésnél, az alkalmazott tengelykapcsoló kiválasztásánál figyelembe veendő fizikai adatok:
- Átvihető forgatónyomaték
- Maximális fordulatszám
- Slip (csúszás) a hajtó és hajtott oldali fordulatszám különbség és ennek nyomaték és fordulatszámfüggése
- Átvitel homokineticitása (szöghelyzettől függő szögsebesség-átviteli karakterisztika)
- Egytengelyűségi és szöghiba tűrés
- Csavarólengés- és rezgésátviteli jellemzők

## A tengelykapcsolók felosztása

### Nyomatékátvitel módja szerint
- Mechanikus
  - Erővel záró
  - Alakkal záró
- Hidrodinamikus
- Mágneses
- Elektrodinamikus

Különféle tengelykapcsolók
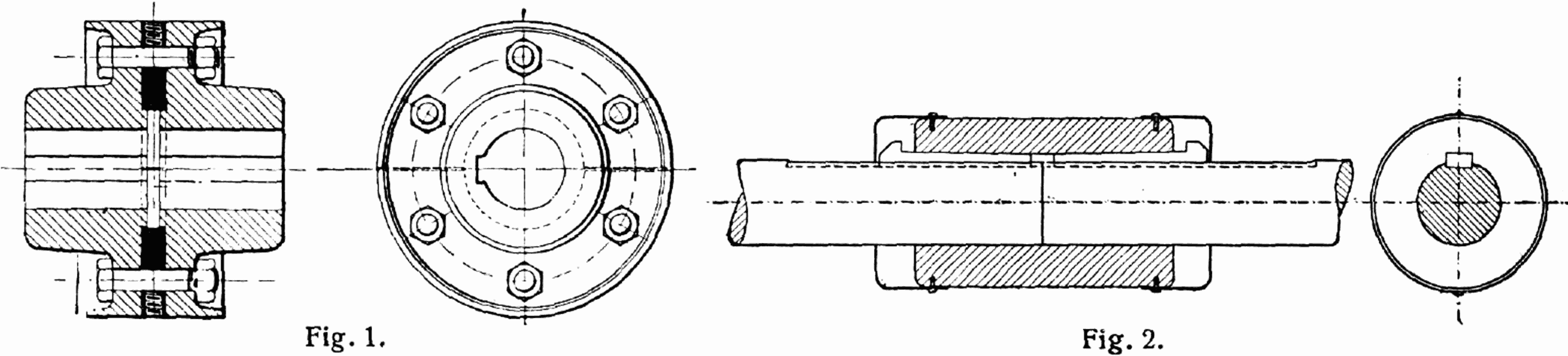
Merev tengelykapcsolók
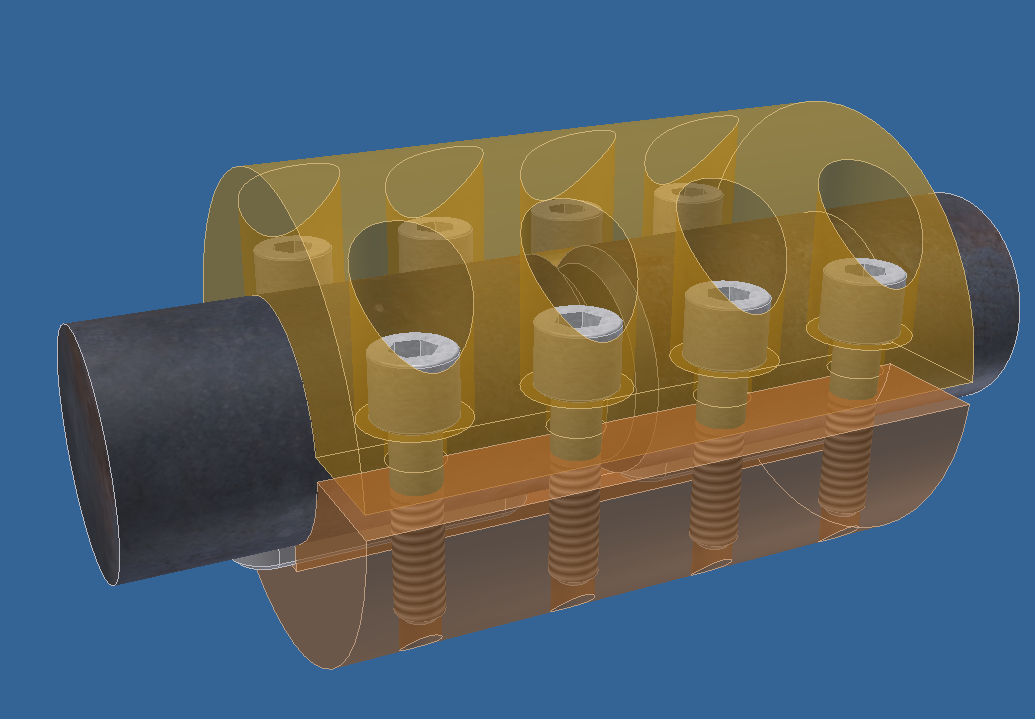
Héjas tengelykapcsoló
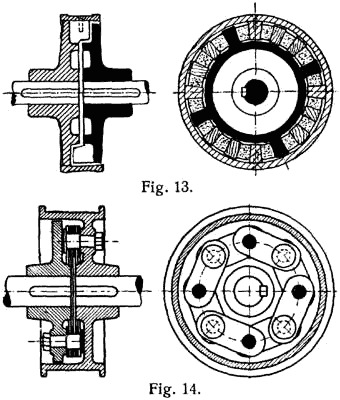
Rugalmas tengelykapcsolók
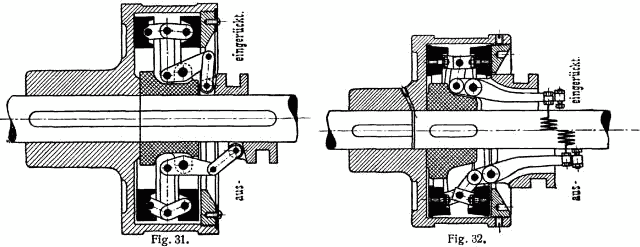
Oldható tengelykapcsolók
Kúpos oldható tengelykapcsoló
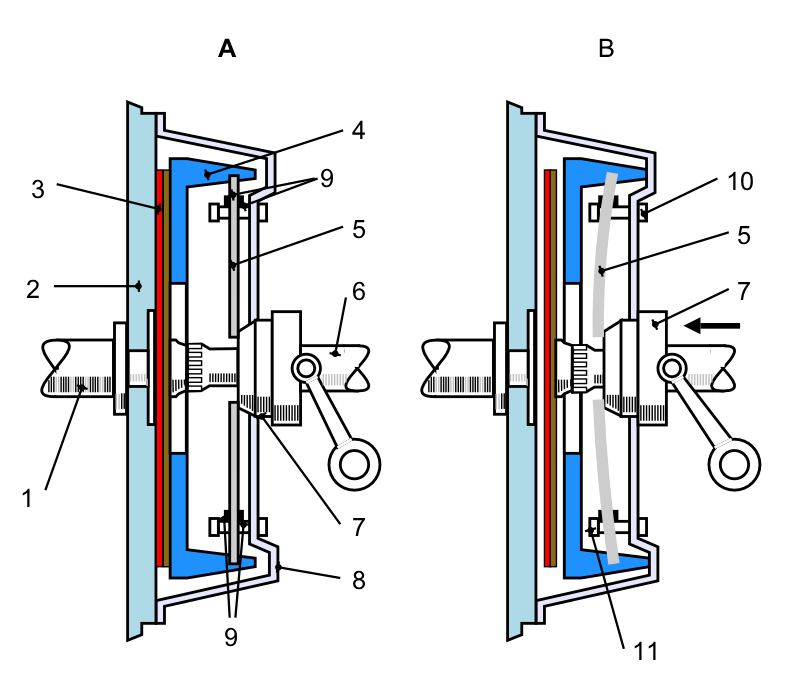
Gépkocsi-tengelykapcsoló

### Átviteli jellemzők szerint
- Merev tengelykapcsolók. Két tengely merev összekapcsolására szolgál. A tengelyek között sem szögelfordulást, sem elmozdulást nem enged meg. Ezek a legegyszerűbb kivitelű tengelykapcsolók.
  - Tárcsás tengelykapcsoló
  - Héjas tengelykapcsoló
  - Hirth-tengelykapcsoló
- Mozgékony tengelykapcsolók. Olyan kialakításúak, hogy üzem közben is lehetővé teszik a két tengely tengelyirányú elmozdulását (például hőtágulását) vagy sugárirányú elmozdulását.
  - Oldham-kapcsoló
  - Dilatációs kapcsoló
- Hajlékony tengelykapcsolók. Egymást állandó vagy változó szögben metsző tengelyek összekötésére építik be. A tengelyek szögsebessége nem marad állandó, csavarólengéseket léphetnek fel.
  - Kardáncsukló
  - Hardy-tárcsa
  - Silentbloc
- Rugalmas tengelykapcsolók. Akkor építik be, ha a tengelyközépvonalak kismértékű radiális, tengelyirányú eltérésével vagy szögeltérésével kell számolni. Az ilyen tengelykapcsoló kialakítása olyan, hogy a csavarólengéseket csillapítja, illetve megfelelő választásával elkerülhető a rezonancia.
  - Gumirugós (Periflex, gumidugós) tengelykapcsolók
  - Acélrugós (Bibby, Forst, Deli) tengelykapcsolók
- Oldható tengelykapcsolók. Segítségükkel a tengelyek közötti kapcsolat létrehozható illetve megszüntethető. Belső égésű motorok üzemi tulajdonsága, hogy terhelés alatt nem indíthatók, ezért indítás alatt a motort le kell kapcsolni a hajtásláncról. Ezek a motorok csak viszonylag kis fordulatszám-tartományban működnek kifogástalanul és gazdaságosan, ezért sebességváltót alkalmaznak, a sebességváltás közben szintén szükség van a tengelyek szétválasztására.
  - Körmös kapcsoló. A kapcsolat csak álló, terhelésmentes állapotban változtatható.
  - Súrlódó kapcsolók
    - Mechanikus működtetésű súrlódó kapcsolók
    - Elektromos működtetésű súrlódó kapcsolók
    - Hidraulikus vagy pneumatikus működtetésű súrlódó kapcsolók
- Biztonsági kapcsolók. Nyomatékhatárolók. A munkagépet vagy a motort védik túlterhelés ellen.
  - önmaguktól visszaálló (általában súrlódó)
  - visszakapcsolandó
  - törőelemes